# Saldutiškis
Saldutiškis est un village du nord-est de la Lituanie. La population est de 389 habitants.
Le village est également nommé Syłgudyszki (Polonais), Saldutishkis, Trunkuny ou Saldatiškio.

## Histoire
La première mention du village date du XVIIIe siècle. La croissance du village s'explique par la création du chemin de fer entre Panevėžys et Švenčionėliai en 1899 qui passe par le village. La gare de train est de Style Zakopane.
Conséquemment à la première Guerre mondiale, le village devient territoire Lituanien. En 1923, il y avait 79 habitants dans le village,.
Le 3 juillet et le 4 août 1941, un Einsatzgruppen d'allemands et de nationalistes lituaniens massacre la population juive locale lors d'exécutions de masse.
Après la Seconde Guerre mondiale, une ferme collective, (un kolkhozy) est établi.
En 2002, le President of Lituanie confirme le blason de la ville.